# Bjarne og Britas vidunderlige verden 1-5
Bjarne og Britas vidunderlige verden 1-5 er en animationsfilm fra 1990 instrueret af Jannik Hastrup efter manuskript af Jannik Hastrup og Jan Kragh-Jacobsen.

## Handling
5 tegnefilm om miljø. Bjarne og Brita ligner til forveksling danske normalforbrugere med både skepsis og optimisme, når det drejer sig om "al den snak om røg og støj". Filmene er til skolerne og tager fat på luft, hav, smid-væk-mentalitet, skov og den farlige sol. Formen er sang og dialog, og stemmerne tilhører Anne Marie Helger og Claus Ryskjær. »Det ligger i luften«, »Havet sletter ikke spor«, »Det bobler af liv«, »Der er masser af skov« og »En plads i solen«.